# 北海道道320号旅来豊頃停車場線
北海道道320号旅来豊頃停車場線（ほっかいどうどう320ごう たびこらいとよころていしゃじょうせん）は、北海道中川郡豊頃町内を結ぶ一般道道である。

## 概要

### 路線データ
- 起点：北海道中川郡豊頃町旅来（北海道道911号大津旅来線交点）
- 終点：北海道中川郡豊頃町豊頃旭町（JR北海道 根室本線 豊頃駅）
- 総延長：13.2km

## 歴史
- 1957年（昭和32年）7月25日 - 302号として路線認定[1]。
- 1994年（平成6年）10月1日 - 路線番号を320号に変更[2]。

## 路線状況

### 重複区間
- 豊頃町茂岩栄町-豊頃町茂岩本町（北海道道210号尾田豊頃停車場線）
- 豊頃町育素多-豊頃町豊頃（国道38号）
- 豊頃町豊頃（北海道道73号帯広浦幌線）
- 豊頃町育素多-豊頃町豊頃旭町（北海道道210号尾田豊頃停車場線・北海道道318号湧洞豊頃停車場線）

### 主な橋梁
- 茂岩橋（十勝川）＝豊頃町茂岩本町-豊頃町育素多
- 豊頃橋（旧利別川＝十勝川支流）＝豊頃町豊頃

## 地理

### 通過する自治体
- 十勝総合振興局
  - 中川郡豊頃町

### 主な接続道路
豊頃町
- 北海道道911号大津旅来線 - 旅来（起点）
- 北海道道210号尾田豊頃停車場線 - 茂岩栄町、茂岩本町（重複）
- 北海道道882号利別牛首別線 - 育素多
- 国道38号 - 育素多、豊頃（重複）
- 北海道道73号帯広浦幌線 - 豊頃（重複）